# 安赫尔·拉格达米奥
安赫尔·纳科达·拉格达米奥（英語：Angel Nacorda Lagdameo，1940年8月2日—2022年7月8日），是菲律宾天主教主教团主席、天主教哈罗总教区大主教。